# کریستوفر پتیت
کریستوفر پتیت (به انگلیسی: Christopher Pettiet) (زاده ۱۲ فوریهٔ ۱۹۷۶-درگذشته ۱۲ آوریل ۲۰۰۰) بازیگر آمریکایی بود.
از فیلم‌های معروف او می‌توان به بازی در فیلم نقطه شکست و به مامان نگو پرستار بچه مرده اشاره کرد.